# Tenebris
Tenebris ist eine polnische Progressive-Death- und Progressive-Metal-Band aus Łódź, die im Jahr 1991 gegründet wurde, sich 2003 auflöste und seit 2006 wieder aktiv ist.

## Geschichte
Die Band wurde im Jahr 1991 gegründet und bestand aus dem Bassisten und Sänger Tomek „Gruby“ Folwarski, dem Gitarristen Mariusz Kuszewski und dem Schlagzeuger Paweł Socha. Im Jahr 1992 schloss sich ein erstes Demo unter dem Namen Solitude an. Danach kam Gitarrist und Sänger Przemyslaw „Szymon“ Szymaniak zur Besetzung, ehe im selben Jahr ein weiteres Demo unter dem Namen Mesmerized erschien. Im Folgejahr kam Tomasz „Burger“ Burgsteler als Keyboarder zur Besetzung. Über Baron Records erschien 1994 das Debütalbum The Odious Progress, dem sich im Folgejahr die Aufnahmen zum zweiten Album anschlossen. Der Tonträger erschien im Jahr 1996 unter dem Namen Only Fearles Dreams über Morbid Noizz Productions auf Kompaktkassette. Die CD-Version erschien im Jahr 1997 bei DSFA Records. Ebenfalls bei DSFA Records erschien im Jahr 1998 die EP Catafalque + Mesmerized. 1999 verließ der Schlagzeuger Socha die Band, ehe auch der Keyboarder Burgsteler die Besetzung verließ. Gegen Ende des Jahres nahm die Gruppe das Demo Leavings of Distortion Soul auf. Anfang 2000 nahm die Gruppe ein drittes Album auf, das jedoch nie erschien. 2001 kam Grzegorz Graczyk als Schlagzeuger zur Band, ehe 2001 Mirosław „Szyszka“ Koprowski als dritter Gitarrist dazustieß. 2002 nahm die Gruppe ein weiteres Demo auf, das den Namen The Comet trug. Mitte 2003 gab die Band ihre Auflösung bekannt.
Im Jahr 2006 gründete sich die Gruppe neu und vervollständigte gegen Ende des Jahres ihre Besetzung. 2007 erschien über Bad Taste Entertainment die Kompilation Catafalque-Comet. Im selben Jahr nahm die Gruppe zudem ein weiteres Demo auf, das den Namen Melting trug und vier Lieder enthielt. 2009 erschien das Album Leavings of Distortion Soul, ehe 2013 unter dem Namen Alpha Orionis das nächste folgte. 2014 spielte die Band auf dem ProgPower Europe.

## Stil
Laut Bonnek von progarchives.com spielte die Band anfangs noch technischen und Extreme Metal und entwickelte sich später in einen Stil vergleichbar mit Bands wie Cynic und Sadist, sowie den progressiven Alben von Death. Der Einsatz der Keyboards orientiere sich am klassischen Progressive Metal der 1990er Jahre. Leavings of Distortion Soul biete einen Post-Death-Stil, sowie Einflüsse von King Crimson der 1990er Jahre. Laut Claudia Pajzderski vom Metal Hammer ist die Musik auf Only Fearless Dreams „mal schnell und hart, dann mal wieder langsam und melancholisch“. Auch der Gesang variiere, da man sowohl Black-Metal-Gekreische, als auch melodischen Gesang einsetze.

## Diskografie
- 1992: Solitude (Demo, Eigenveröffentlichung)
- 1992: Mesmerized (Demo, Warrior Records)
- 1994: The Odious Progress (Album, Baron Records)
- 1996: Only Fearless Dreams (Album, Morbid Noizz Productions)
- 1998: Catafalque + Mesmerized (EP, DSFA Records)
- 2007: Catafalque – Comet (Kompilation, Crude Entertainment)
- 2007: Melting Promo (Single, Eigenveröffentlichung)
- 2009: Leavings of Distortion Soul (Album, Blackfield Media)
- 2009: Tenebris (Single, Blackfield Media)
- 2010: Diib (Kompilation, Blackfield Media)
- 2013: Alpha Orionis (Album, Audio Cave Records)